# Tế bào T

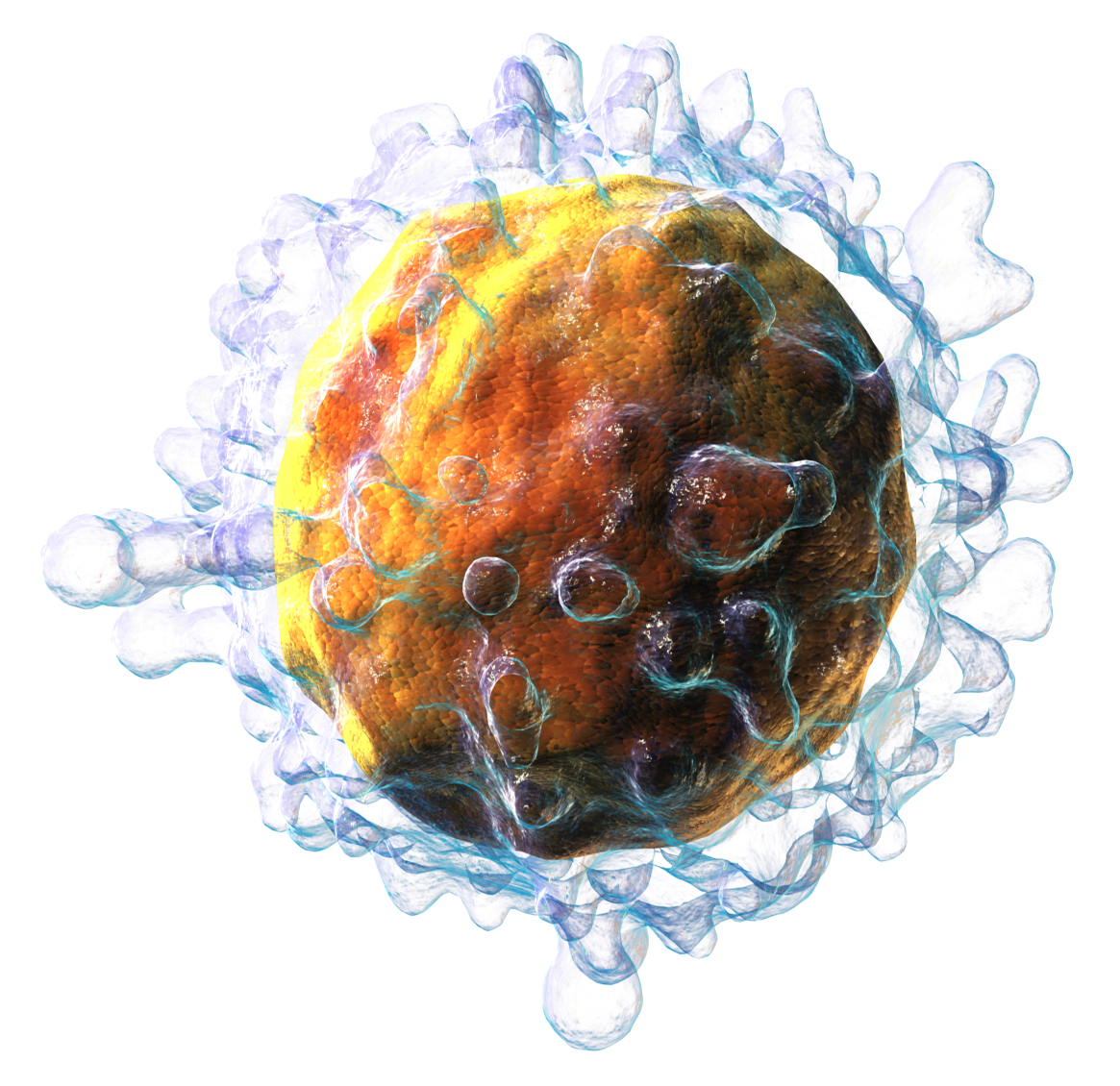
Hình 3D của tế bào T

Tế bào T, hoặc tế bào lympho T, là một loại tế bào lympho (một phân lớp của bạch cầu chiếm 40% - 60%) đóng một vai trò trung tâm trong miễn dịch qua trung gian tế bào. Mỗi tế bào T có một số nhiệm vụ khác nhau: Tế bào T hỗ trợ ( Helper T cell ) có tác dụng hoạt hóa tế bào T độc sát tế bào (Killer T cell hay Cytotoxic T cell) và các tế bào Lympho B sản sinh kháng thể và hoạt động tối đa đại thực bào. Tế bào T điều hòa (Regulatory T cell) có tác dụng can thiệp khi có phản ứng tự miễn .Các tế bào lympho T được hoạt hóa nhờ thích ứng kháng nguyên của tế bào tua (Dendritic cell) .Tế bào T có thể được phân biệt với các tế bào lympho khác, chẳng hạn như tế bào B và tế bào giết tự nhiên (tế bào NK) nhờ sự hiện diện của thụ thể tế bào T trên bề mặt tế bào. Chúng được gọi là tế bào T vì chúng trưởng thành và "tập luyện" ở tuyến ức từ các tế bào thymocyte  (mặc dù một số cũng trưởng thành trong amidan). Một số tập nhỏ hơn của các tế bào T có các chức năng riêng biệt. Phần lớn các tế bào T ở người, gọi là các tế bào T beta alpha (tế bào T αβ), sắp xếp lại chuỗi alpha và beta của chúng trên thụ thể tế bào và là một phần của hệ miễn dịch thích ứng. Các tế bào T delta delta đặc biệt, (một số ít tế bào T trong cơ thể người, thường xuyên hơn ở động vật nhai lại), có thụ thể tế bào T bất biến với sự đa dạng hạn chế, có hiệu quả có thể biểu hiện kháng nguyên với các tế bào T khác và  được xem là một phần của hệ miễn dịch tự nhiên.